# Mała Rosey
Mała Rosey (ang. Little Rosey) – kanadyjski serial animowany z 1990 roku. Serial został wyprodukowany przez studio Nelvana dla telewizji ABC.

## Fabuła
Serial opisuje przygody małej pulchnej dziewczynki imieniem Rosey, która mieszka na przedmieściach wraz z rodzicami, starszą siostrą Tess i młodszym bratem Jimmym. Siostry wraz ze swoim przyjacielem Buddym przeżywają niesamowite przygody.

## Obsada (głosy)
- Kathleen Laskey – Rosey
- Noam Zylberman – Buddy
- Paulina Gillis – Tess
- Lisa Yamanaka –
  - Niania,
  - Tater
- Judy Marshak – Mama
- Tony Daniels – Tata
- Steven Bednarski –
  - Jeffrey,
  - Matthew